# Felix Ives Batson
Felix Ives Batson (* 6. September 1819 im Dickson County, Tennessee; † 11. März 1871 in Clarksville, Arkansas) war ein US-amerikanischer Jurist und Politiker.

## Werdegang
Felix Ives Batson wurde ungefähr viereinhalb Jahre nach dem Ende des Britisch-Amerikanischen Krieges im Dickson County geboren. Über seine Jugendjahre ist nichts bekannt. Batson studierte Jura. Er zog nach Arkansas und ließ sich in Clarksville (Johnson County) nieder, wo er eine eigne Kanzlei eröffnete. Seine Zulassung als Anwalt erhielt er 1841 und war einer von den ersten Attorney im Johnson County. Die Folgejahre wurden von der Wirtschaftskrise von 1837 und dem Mexikanisch-Amerikanischen Krieg überschattet. Zwischen 1853 und 1858 war er Bezirksrichter im vierten Gerichtsbezirk von Arkansas. Batson wurde 1858 Richter am Arkansas Supreme Court – eine Position, welche er bis zu seinem Rücktritt 1860 innehatte. Er nahm 1861 als Delegierter an der Sezessionsversammlung von Arkansas teil, wo er für die Sezession seines Heimatstaates stimmte. Im November 1861 wurde er für den ersten Wahlbezirk von Arkansas in den ersten Konföderiertenkongress gewählt, wo er am 18. Februar 1862 seinen Posten antrat. Dabei besiegte er Hugh French Thomason (1826–1893). Während seiner ersten Amtszeit saß er in dem Joint Congressional Committee on Inaugural Ceremonies, dem Committee on Military Affairs, dem Committee on Territories und dem Committee on Public Lands. 1863 wurde er in den zweiten Konföderiertenkongress wiedergewählt und diente dort bis zum Ende der Konföderation. Während seiner zweiten Amtszeit saß er im Judiciary Committee und in Sonderausschüssen, welche die Gouverneure informierten über die Gewährung von Ausnahmeregelungen betreffend der Wehrpflicht und die Erhöhung der Anzahl der konföderierten Truppen in jedem Staat. Nach dem Ende des Bürgerkrieges kehrte er nach Clarksville zurück, wo er seine Tätigkeit als Jurist wieder aufnahm. Voraussichtlich hat er 75 Prozent seines Vermögens während des Krieges verloren. Batson verstarb 1871 in Clarksville und wurde dann dort auf dem Oakland Cemetery beigesetzt.
Nach dem United States Census Slave Schedules von 1860 besaß Batson 14 Sklaven im Alter zwischen 35 und 1 Jahr.

## Familie
Mit seiner Ehefrau Charmeley Jean (1821–1868) hatte er eine einzige Tochter: Emma (1849–1923). Sie heiratete Jordan E. Cravens (1830–1914), der Colonel in der Konföderiertenarmee war und zwischen 1877 und 1883 im US-Kongress saß. 1898 gründete Emma den Ortsverband 221 der United Daughters of the Confederacy und benannte ihn nach ihrem Vater.